# Дер-Аргучинцев, Семён Андреевич
Семён Андреевич Дер-Аргучи́нцев (род. 15 сентября 2000, Москва) — российский хоккеист, нападающий «Трактора». Брат хоккеиста Александра Федосеева. Мастер спорта России (2025).

## Карьера
Воспитанник хоккейной школы «Крылья Советов». В 2014 году переехал в Канаду, где стал выступать на уровне хоккейной лиги Онтарио (OHL) за «Питерборо Питс». В 2018 году попал на драфт НХЛ, где был выбран в 3-м раунде под общим 76-м номером клубом «Торонто Мейпл Лифс», став в возрасте 17 лет 9 месяцев и 8 дней самым молодым игроком выбранным на драфте этого года. В 2019 году стал обладателем Кубка Келли — главного трофея лиги Восточного побережья (ECHL) в составе команды «Ньюфаундленд Гроулерс».
Начало сезона 2020/21 пропустил по причине того, что все соревнования в Соединенных Штатах и Канаде были перенесены на неопределённый срок, из-за эпидемиологической обстановки, однако, осенью нижегородское «Торпедо» предложило хоккеисту вернуться в Россию и попробовать свои силы в КХЛ. В своём первом же матче за клуб против минского «Динамо» (6:3) забросил шайбу. Всего в составе нижегородского клуба провёл 21 матч (включая игры плей-офф), забросил 2 шайбы и отдал 4 результативных передач. После вылета «Торпедо» из плей-офф вернулся в Канаду, где начал выступления на уровне АХЛ в составе команды «Торонто Марлис».